# Paspalidium aversum
Paspalidium aversum är en gräsart som beskrevs av Joyce Winifred Vickery. Paspalidium aversum ingår i släktet Paspalidium och familjen gräs. Inga underarter finns listade i Catalogue of Life.